# Micrapate humeralis
Micrapate humeralis är en skalbaggsart som först beskrevs av Blanchard 1851.  Micrapate humeralis ingår i släktet Micrapate och familjen kapuschongbaggar. Inga underarter finns listade i Catalogue of Life.

## Bildgalleri

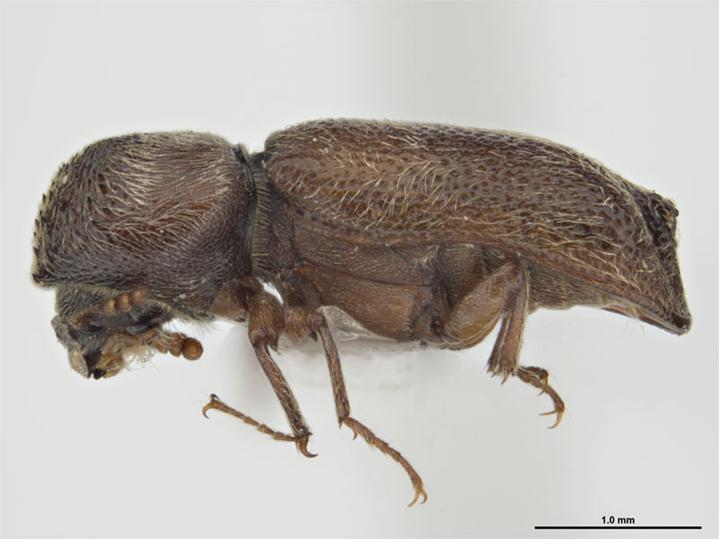